# Lycopus sherardii
Lycopus sherardii là một loài thực vật có hoa trong họ Hoa môi. Loài này được Steele mô tả khoa học đầu tiên năm 1901.